# Lewoleba
Lewoleba é um subdistrito e também a capital da Regência de Lembata, localizada na província de Sonda Oriental, na Indonésia. Lewoleba está localizada na ilha de Lembata, anteriormente conhecida como Lomblen.